# Congresox talabonoides
Congresox talabonoides är en fiskart som först beskrevs av Pieter Bleeker, 1853.  Congresox talabonoides ingår i släktet Congresox och familjen Muraenesocidae. Inga underarter finns listade i Catalogue of Life.